# Страхов, Адольф Иосифович
Адо́льф Ио́сифович Стра́хов (настоящая фамилия Браславский, в публикациях 1920-х годов также А. И. Браславский и А. Страхов-Браславский; 9 (21) октября 1896, Екатеринослав — 3 января 1979, Харьков) — украинский советский художник-график, плакатист и скульптор. Народный художник Украинской ССР (1943).

## Биография
Родился 9 октября (по старому стилю) 1896 года в Екатеринославе, был пятым ребёнком в многодетной еврейской семье, сын мелитопольского мещанина Абрама-Иосифа Берковича Браславского (1867—?) и Рейзель (Розы, Розалии) Алтер-Шмерковны Браславской (в девичестве Соколовской, 1871—?), дочери екатеринославского мещанина. Родители заключили брак в Екатеринославе 26 апреля 1890 года.
Учился в Одессе в художественном училище у И. Мормоне, закончил его в 1915 году (его старший брат Александр окончил это училище в 1911 году).
В 1919—1922 годах А. И. Браславский работал художником в газетах «Звезда», «Донецкий коммунист», «Сельская правда», работал в Харькове. Его темой были острые сатирические рисунки. Тогда же появились и первые скульптурные работы. Автор обелиска на братской могиле героев революции с панно — диорамой «Один боец упал — миллион идёт на смену». Также в Екатеринославе Страхов создал большой фриз (6×30 м) «Красная конница не знает преград», который был размещён на фронтоне триумфальной арки, возведённой летом 1920 года ко встрече 1-й Конной армии.
Адольф Страхов принимал участие в деятельности Всеукраинского комитета изобразительных искусств. С 1921 года Браславский начал заниматься политическим плакатом. Известны плакаты: «Азбука революции» (серия, 1921), «В. Ульянов (Ленин)» (1924, в 1925 году отмечен дипломом на Международной выставке в Париже), иллюстрирующий украинскую энциклопедию, «8 марта — День раскрепощения женщины» (1926), «Днепрострой построен» («Дніпрельстан збудовано») (1932), «Реальность наших планов — это мы с вами» (1933). Плакаты «Днепрострой построен» были изображены на открытках, которые издательство «Мистецтво» выпустило в 1930-х гг.

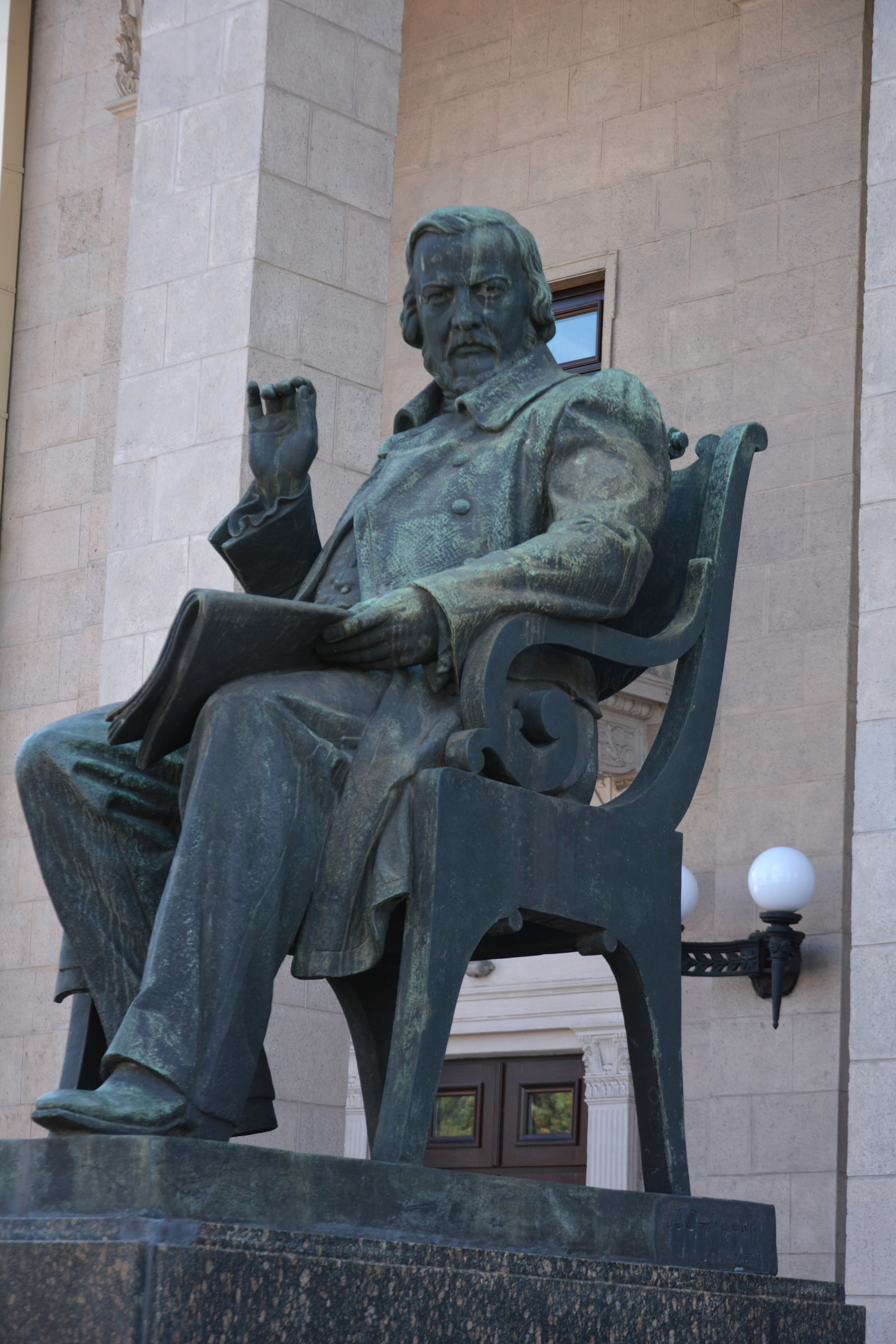
Памятник Михаилу Глинке
в Запорожье

Одновременно начал работать в книжной графике, иллюстрировал произведения Т. Г. Шевченко, Ф. Достоевского, Л. Толстого, С. Степняка-Кравчинского, А. Куприна, М. Твена, П. Тычины, М. Иогансена, Г. Хоткевича. Страхов оформлял и иллюстрировал книги для издательств «Пролетарий», «Державне видавництво України» и др. Среди его работ, в том числе, такие книги: рисунки обложек «Ленинской библиотеки» (1922), «10 дней, которые потрясли мир» Дж. Рида (1923), «Стенька Разин» В. Каменского (1923), «Две души» А. Новикова-Прибоя (1925), «Крутое перепутье» П. Журбы (1927), «Бронзовая луна» Ю. Слезкина (1927), «Пятая любовь» М. Карпова (1927), «Волны» Ф. Гладкова (1928), «Путешествие учёного доктора Леонардо и его будущей любовницы прекрасной Альцесты в слобожанскую Швейцарию» М. Йогансона (1930), «Марат» Ал. Алтаева (1931). Награждён золотой медалью «Гран-при» на Международной выставке в Париже в 1925.
Известны серии пропагандистских цветных литографий, орнаментальной росписи по украинским народным мотивами в Доме В. Блакытного в Харькове (1928); более 250 обложек книг для Государственного издательства Украины и издательства «Пролетар» (1922—1933); экслибрисы; серии акварелей («Талгар, Алма-Атинской области», 1941—1943) и др.
Во время Великой Отечественной войны Браславский опять занялся плакатом. Существовало даже направление — страховский плакат. Самый известный — «Смерть фашизму».
В 1943 году Браславский был удостоен звания Народного художника УССР. После войны главной темой скульптора стала ленинская. Как скульптор Страхов создал бюст Т. Г. Шевченко (1933; массово распространён), памятники: М. И. Глинке в Запорожье (1955), С. М. Кирову в Макеевке (1959), В. И. Ленину в Новочеркасске (1961), Луганске (1963), Анжеро-Судженске, Джанкое, Амвросиевке, посёлке Новоархангельское, Приморске и другие.
Среди учеников которым преподавал Страхов были Виктор Воловик, Лев Канторович, Борис Корольков.

## Семья
- Жена (с 1943 года) — Рахиль Мироновна Вилькийская (в быту Раиса[4], 1921—1985)[20][21][22].
- Брат — Александр Иосифович Браславский (1891—1942)[23], художник и книжный график, выпускник Одесского художественного училища (1911), был тяжело ранен во время Первой мировой войны[24], с 1923 года жил в Феодосии[10][25].